# Orden de la Reina (Camboya)
La Orden de la Reina, también conocida como la Orden de la Reina Preah Kossomak Nearireath (jemer: Samdech Preah Moha Kshatriyani Preah Sisowath Monivong Kossomak Nearireatth Serey Vathana) es una Orden de Caballería del Reino de Camboya. 

## Historia de la Orden
La Orden de la Reina fue creada en 1962 por la Reina Kosomak de Camboya, con el objetivo de premiar los servicios realizados al Soberano y a la Familia Real. 
Se concedió hasta 1975, cuando el régimen de los Jemeres Rojos dejó la Orden en estado durmiente, al procederse a su discontinuidad en las concesiones. Dicha política fue llevada a cabo durante la Kampuchea Democrática (1975-1979) y la República Popular de Kampuchea, donde se sustituyó su uso por otras condecoraciones más acordes al régimen comunista establecido. 
Tras el retorno de la monarquía y con ella de la democracia en Camboya, la Orden de recuperó en el año 2001. En el año 2002 se realizó una modificación de las insignias iniciales, añadiéndose a la llevada a cabo en 2001, que modificó la cinta de la Orden. 

## Clases
La Orden se concede en cinco clases, que son las que siguen: 
- Maha Sirivudha-Mohaséreivath o Gran Cruz
- Mahasena-Mohaséna o Encomienda de Número
- Adipati-Thibadin o Encomienda
- Séna u Oficial
- Askararidha-Assarith o Caballero

Originalmente entre 1962 y 1975, la Orden disponía de dos clases más, la Medalla de Plata y la Medalla de Bronce, que no se recuperaron en la recuperación de la Orden de 2001.